# Modélisation d'évaluation intégrée
La modélisation d'évaluation intégrée ou la modélisation intégrée est un type de modélisation scientifique qui tente de relier les principales caractéristiques de la société et de l'économie à la biosphère et à l'atmosphère dans un cadre unique. L'objectif de la modélisation d'évaluation intégrée est de faciliter l'élaboration de politiques éclairées, généralement dans le contexte du changement climatique, mais aussi dans d'autres domaines du développement humain et social. Bien que le détail et l'étendue des disciplines intégrées varient fortement d'un modèle à l'autre, tous les modèles d'évaluation intégrée du climat incluent des processus économiques ainsi que des processus produisant des gaz à effet de serre. D'autres modèles d'évaluation intégrés intègrent d'autres aspects du développement humain tels que l'éducation, la santé, les infrastructures et la gouvernance.
Le modèle World3, élaboré au sein du MIT par l'équipe de Dennis Meadows et permettant la publication des Limites à la croissance en 1972, est un précurseur des actuels modèles informatiques.
Les modèles sont intégrés car ils couvrent plusieurs disciplines académiques, y compris l'économie et la climatologie et, pour des modèles plus complets, également les systèmes énergétiques (en), le changement d'affectation des terres, l'agriculture, les infrastructures, les conflits, la gouvernance, la technologie, l'éducation et la santé. Le mot évaluation vient de l'utilisation de ces modèles pour fournir des informations permettant de répondre à des questions politiques. Pour quantifier ces études d'évaluation intégrée, des modèles numériques sont utilisés. La modélisation de l'évaluation intégrée ne fournit pas de prédictions pour l'avenir, mais estime plutôt à quoi ressemblent les scénarios possibles.
Il existe différents types de modèles d'évaluation intégrés. Une classification distingue d'abord les modèles qui quantifient les trajectoires ou scénarios de développement futurs et fournissent des informations sectorielles détaillées sur les processus complexes modélisés. On les appelle ici des modèles basés sur les processus. Deuxièmement, il existe des modèles qui agrègent les coûts du changement climatique et de l'atténuation du changement climatique pour trouver des estimations des coûts totaux du changement climatique. Une deuxième classification distingue les modèles qui extrapolent des modèles vérifiés (via des équations économétriques) ou les modèles qui déterminent (globalement) des solutions économiques optimales du point de vue d'un planificateur social, en supposant un équilibre (partiel) de l'économie,.

## Modèles basés sur les processus

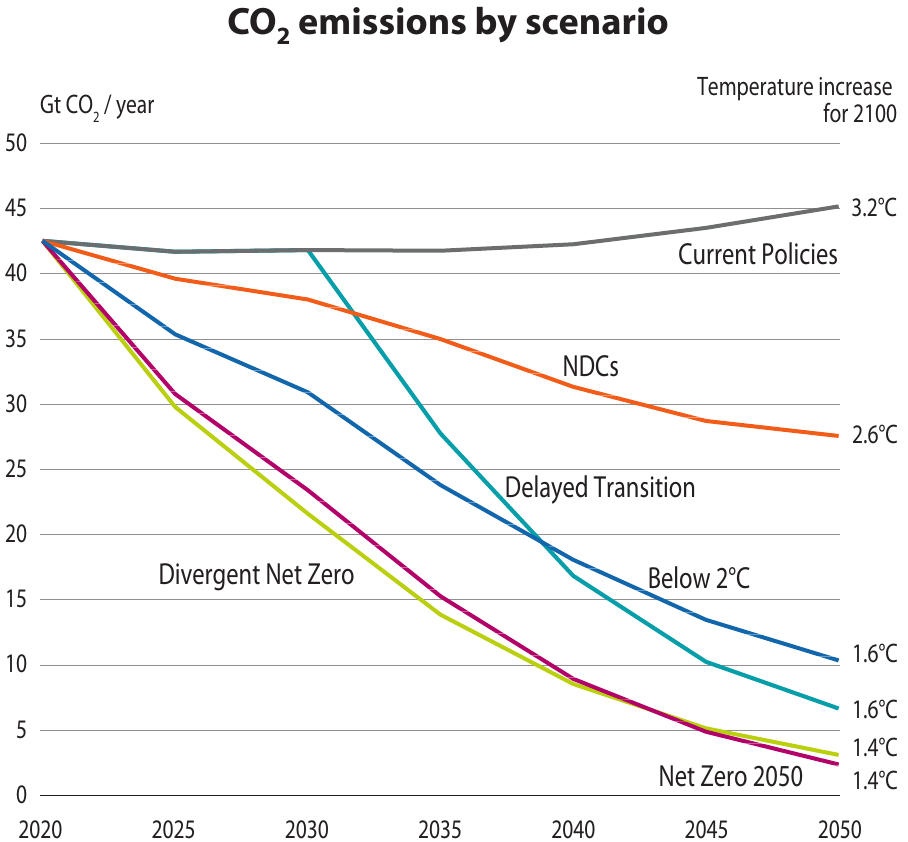
Émissions annuelles de gaz à effet de serre dans les différents scénarios climatiques, sur la base du modèle Potsdam-Institut für Klimafolgenforschung.

Le Groupe d'experts intergouvernemental sur l'évolution du climat (GIEC) s'est appuyé sur des modèles d'évaluation intégrée basés sur des processus pour quantifier les scénarios d'atténuation,. Ils ont été utilisés pour explorer différentes voies pour rester dans les objectifs de la politique climatique tels que l'objectif de 1,5 °C convenu dans l'Accord de Paris. De plus, ces modèles ont étayé la recherche, y compris l'évaluation des politiques énergétiques et simulent les trajectoires socio-économiques partagées. Les cadres de modélisation notables incluent IMAGE, MESSAGEix, AIM/GCE, GCAM, REMIND-MAgPIE (en),, et WITCH-GLOBIOM,. Bien que ces scénarios soient très pertinents pour les politiques, leur interprétation doit être faite avec soin.
Les modèles de non-équilibre comprennent  ceux basés sur des équations économétriques et l'économie évolutionniste (tels que E3ME) ainsi que les  modèles basés sur des agents (en) (tels que le modèle DSK). Ces modèles ne supposent généralement pas d'agents rationnels et représentatifs, ni d'équilibre de marché à long terme.

## Modèles coûts-avantages agrégés
Les modèles d'évaluation intégrée coûts-avantages sont les principaux outils de calcul du coût social du carbone (en), ou du coût social marginal de l'émission d'une tonne supplémentaire de carbone (sous forme de dioxyde de carbone) dans l'atmosphère à tout moment. Par exemple, les modèles DICE, PAGE et FUND ont été utilisés par le groupe de travail interagences américain pour calculer le coût social du carbone et ses résultats ont été utilisés pour l'analyse de l'impact de la réglementation.
Ce type de modélisation est réalisé pour trouver le coût total des impacts climatiques, qui sont généralement considérés comme une externalité négative non captée par les marchés conventionnels. Afin de corriger une telle défaillance du marché, par exemple en utilisant une taxe sur le carbone, le coût des émissions est nécessaire. Cependant, les estimations du coût social du carbone sont très incertaines et le resteront dans un avenir prévisible. Il a été avancé que "les analyses de la politique climatique (en) basées sur l'IAM créent une perception de la connaissance et de la précision qui est illusoire, et peuvent tromper les décideurs politiques en leur faisant croire que les prévisions générées par les modèles ont une sorte de légitimité scientifique". Pourtant, il a été avancé que tenter de calculer le coût social du carbone est utile pour mieux comprendre l'effet de certains processus sur les impacts climatiques, ainsi que pour mieux comprendre l'un des déterminants de la coopération internationale dans la gouvernance des accords climatiques.
Les modèles d'évaluation intégrée n'ont pas été utilisés uniquement pour évaluer les domaines liés à l'environnement ou au changement climatique. Ils ont également été utilisés pour analyser les schémas de conflit, les objectifs de développement durable, les tendances dans les domaines problématiques en Afrique, et la sécurité alimentaire.

## Lacunes
Tous les modèles numériques ont des lacunes. En 2021, la communauté des modèles d'évaluation intégrée a examiné les lacunes dans ce que l'on appelait « l'espace des possibilités » et la meilleure façon de les consolider et de les combler. Dans un document de travail d'octobre 2021, Nicholas Stern soutient que les IAM existants sont intrinsèquement incapables de saisir les réalités économiques de la crise climatique dans son état actuel de progrès rapides.